# 中村時雄
中村 時雄（なかむら ときお、1915年（大正4年）6月12日 - 2001年（平成13年）3月20日）は、日本の政治家である。衆議院議員、松山市長（4期16年）を歴任した。愛媛県知事中村時広は子息。

## 経歴

### 生い立ち
松山市の和気で生まれた。愛媛県立松山商業高等学校中退後、19歳でブラジルに移住し、4年半の間農業経営を行った。一旦帰国するが、この時日中戦争が勃発したため，ブラジルに再渡航することができなくなってしまった。そこで北予中学に編入学し、卒業後に中国へ渡り北京大学農学院（現中国農業大学）に入学した。1943年に同大学を卒業すると兵役に就いた。敗戦後は日本に引き揚げ、農林大臣秘書官などを務める。

### 衆院議員
33歳の時、1949年総選挙（なれ合い解散）で松山市などがある愛媛１区より民主農民党から立候補するが、落選する。1952年総選挙では、日本社会党（右派）から立候補するも次点に終わった。1953年総選挙（バカヤロー解散）で、右派社会党から立候補して初当選する。この時の中村は37歳で全国最年少の当選者であった。その後、民社党に移籍するも、5回当選を重ね、農政全般や離島振興法の制定などに尽力した。しかし、1969年総選挙・1972年総選挙で落選し、国政の舞台から降りることになる。

### 松山市長

#### 1975年松山市長選挙

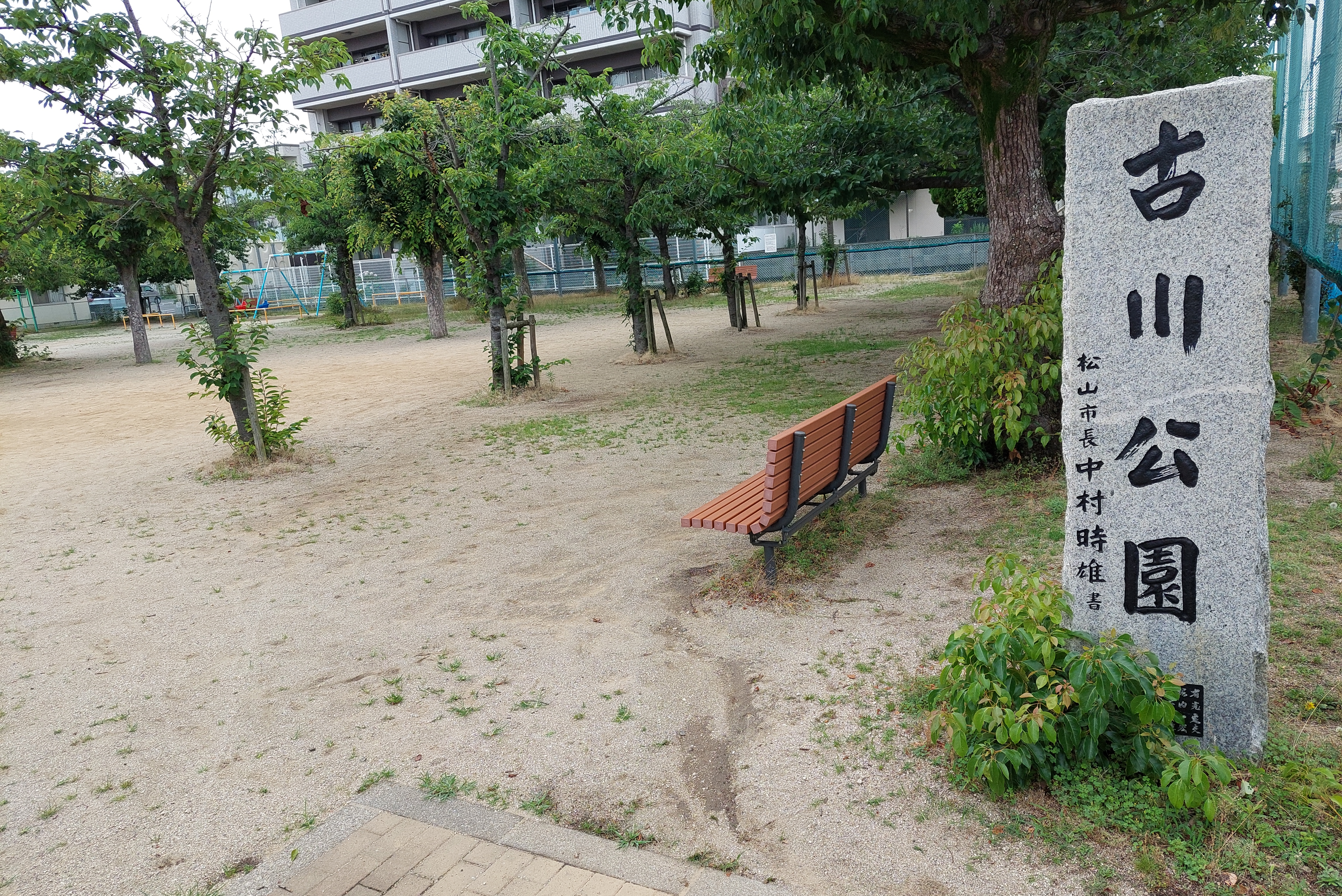
古川公園 松山市長中村時雄書

1975年、3期12年に渡り松山市長を務めた宇都宮孝平が引退を表明する。宇都宮市政で松山は四国を代表する工業都市・中核都市として大きく発展し、人口では四国最大の都市となっていた。宇都宮の後継を争う1975年松山市長選挙では、自由民主党・日本社会党・日本共産党・公明党・民社党がそれぞれ候補者を擁立し、主要5党が揃ったことから「オリンピック選挙」と呼ばれた。中村も民社党推薦で立候補し、「対話の政治」を掲げ、庶民性を前面に出選挙戦を打ち出した。選挙戦は元衆院議員・中村と自民党推薦の元愛媛県副知事・松友孟の事実上の一騎討ちとみられていた。両者は接戦と思われたが、中村が1万5000票余りリードして当選した。背景には、松友の支持基盤である自民党の一部が中村を支持していたこと、死票を嫌った社会党・共産党の支持者の票が中村に流れたことが指摘されている。

#### 中村市政
市長に当選した中村は、「地方自治体にイデオロギーは不要」として、民社党に加え、自民党・公明党・社会民主連合・新自由クラブなどを味方に取り付けた。1970年代半ばは、高度経済成長が終わって、自治体の財政悪化が深刻化していた。放漫財政が指摘されていた革新首長たちは次々と落選し、保守・中道政党から支持を受けた首長たちが全国的に増えていた。また、1980年代からは社会党も保守・中道政党と手を組み、オール与党体制を構築する自治体が増えていた。中村はこの流れに乗って盤石な体制を敷き、以後4期にわたって松山市長を務めることになる。この間、第18代全国市長会会長も3期務めた
中村は公選2代目松山市長・黒田政一以来の工業化路線をシフトし、様々な文化施設の建造（ハコモノ行政）を推し進め、1981年には子規記念博物館を開館した。なお、当時松山の助役であった小笠原臣也は、この政策から文化行政の重要性やノウハウを学び、のちに広島県呉市長として呉市海事歴史科学館（大和ミュージアム）の開館に関わることとなる。このような文化施設が次々と建てられていった背景には、松山市が成熟期に入り、市民の間に文化施設への需要が高まっていたことが挙げられる。末期には市の西郊外の小高い山に松山総合公園を整備した。山上の展望台は欧州の城郭を模したものであったが、その外観には賛否両論があり、「中村城」と揶揄する人も居る。
1981年のアメリカのサクラメント市、1989年のドイツのフライブルク市との姉妹都市提携にも力を注いだ。

#### 1991年松山市長選挙
1990年総選挙で、中村時雄の息子で愛媛県議会議員の中村時広が愛媛1区から立候補し、落選していた。この状況は同じ中選挙区で保守票を奪い合う愛媛1区選出の自民党現職国会議員である塩崎潤・関谷勝嗣を刺激した。塩崎らは時広の父親である時雄に対して次期市長選挙に立候補しないよう圧力をかけた。それが難しいと分かると、松山市助役・田中誠一に立候補を働きかけ、中村の追い落としを図った。田中は1979年より10年余り助役として中村を支えていたが、中村の4期目頃から両者の間に溝ができたと見られていた。1990年6月に助役を退任した田中は、同年9月に市長選出馬を表明し、長年使えた中村に対して反旗を翻した。自民党・民社党の主流派は田中を支援し、中村は社会党推薦と自民党・民社党を離党した市議6名からなる「中村支持市議連絡会議」の支援を受けて選挙戦を展開した。選挙戦は事実上の一騎討ちとなったが、田中は長年中村に仕えてきたため両者の間に政策的な差異は少なく、政治手法が主な争点となった。怪文書が出回るなど激しい選挙戦が行われたが、高齢多選批判にさらされた中村は、主要3党と業界団体をまとめきった田中に敗れ、落選した。同年、勲二等旭日重光章受章。

### その後
田中はオール与党体制を敷いて3選を目指した1999年松山市長選挙で、中村時広に敗れることとなる。これについて、親子二代にわたる因縁の対決とする見方もあった。

## 親族
- 子息 - 中村時広（元衆議院議員・前松山市長・現愛媛県知事）[3]